# Tether Rock
Der Tether Rock ist ein Felsvorsprung 1,5 km nördlich des Gebirgskamms Lindstrom Ridge in den Darwin Mountains. Er markiert das nördliche Ende der Access Slope, der Route über den Circle-Eisfall im oberen Abschnitt des Darwin-Gletschers.
Seinen Namen erhielt er durch die subglaziale Verbindung (englisch tether) mit dem Lindstrom Ridge.